# Naiman
Naiman (tiếng Trung: 奈曼旗; bính âm: Nàimàn Qí, Hán Việt: Nại Mạn kỳ) là một kỳ của địa cấp thị Thông Liêu, khu tự trị Nội Mông Cổ, Trung Quốc. Huyện nằm ở phía tây nam của khu vực trung tâm đô thị của Thông Liêu, cách khoảng 156 kilômét (97 mi) và nằm trên Quốc lộ 111.

### Trấn
| - Đại Thấm Tha Lạp (大沁他拉镇) - Bát tiên Đồng (八仙筒镇) - Đông Minh (东明镇) - Trị An (治安镇) | - Nghĩa Long Vĩnh (义隆永镇) - Tân (新镇) - Thổ Thành Tử (土城子镇) - Thanh Long Sơn (青龙山镇) |

### Tô mộc
- Hoàng Long Cáp Lạp (黄花塔拉苏木)
- Cố Nhật Ban Hoa (固日班花苏木)
- Minh Nhân (明仁苏木)
- Vi Liên Tô (苇莲苏苏木)

### Khác
- Nông trường quốc hữu Lục Hiệu (国有六号农场)